# Рослини-паразити

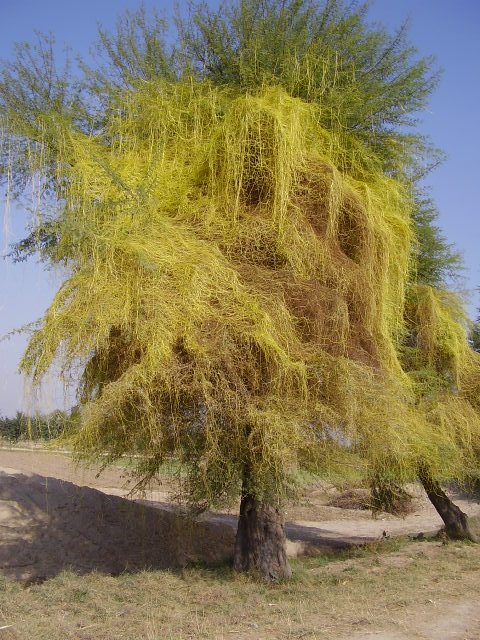
Повитиця, яка паразитує на акації (Пакистан)

Рослини-паразити — екологічна група покритонасінних рослин (Magnoliophyta), які отримують поживні речовини безпосередньо з тканин інших рослин. Зв'язок з рослиною-господарем паразит здійснює через гаусторії, що утворюються в результаті перетворення зародкового кореня або, в окремих випадках, тканин стебла. В даний час відомо близько 4100 видів рослин-паразитів, що відносяться до 19 родин.

## Класифікація

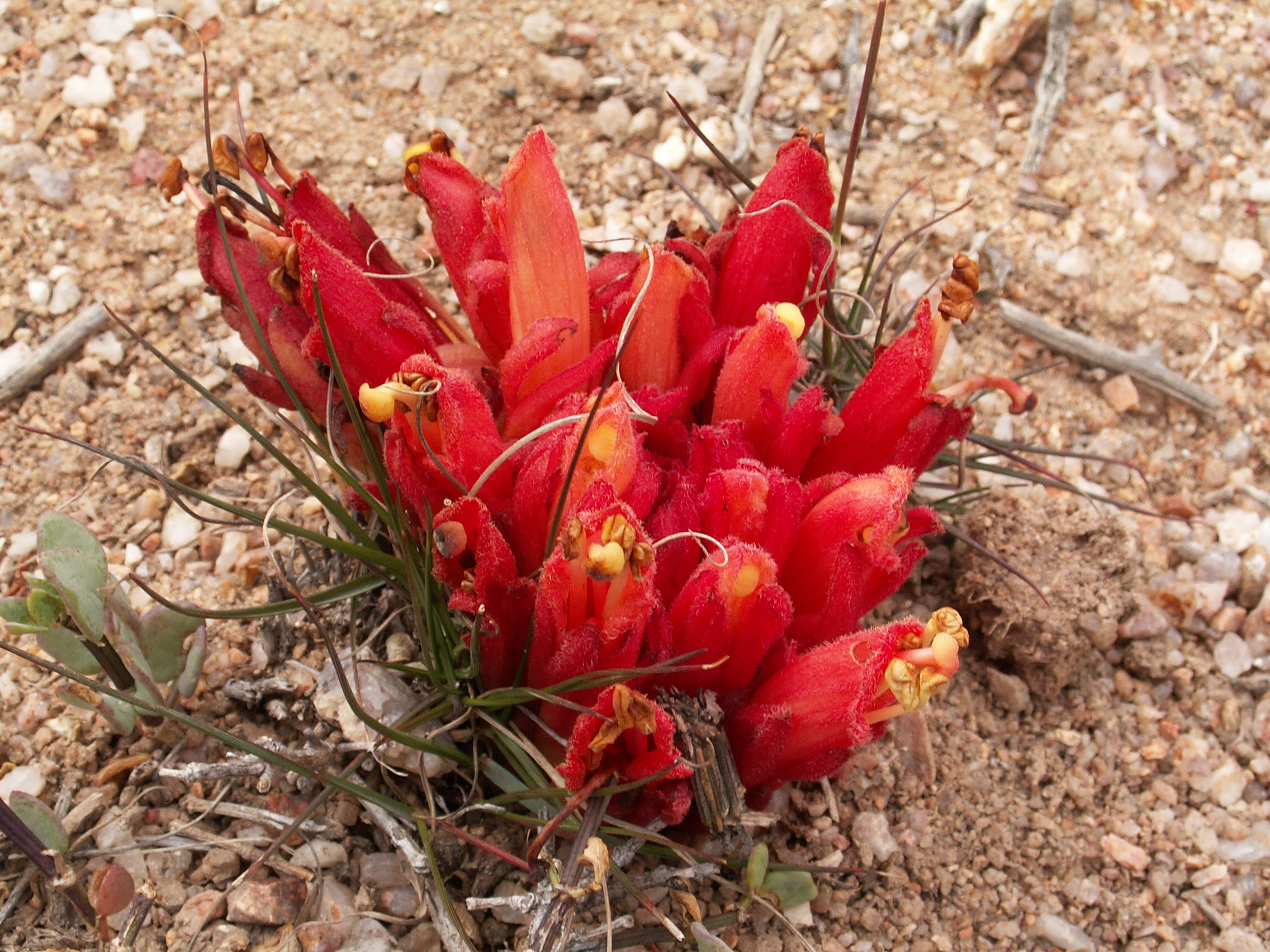
Голопаразит Hyobanche sanguinea, Ріхтерсфельдський заповідник, Північно-Капська провінція, Південна Африка

Рослини-паразити можуть бути класифіковані в такий спосіб:
- 1a. Облігатні паразити — паразити, нездатні існувати без донора.
- 1b. Факультативні паразити — паразити, здатні існувати без донора.
- 2a. Стеблові паразити — паразити, у яких формування гаусторій відбувається з тканин стебла.
- 2b. Кореневі паразити — паразити, у яких формування гаусторій відбувається з тканин кореня.

- 3a. Голопаразити — рослини, які повністю паразитують на інших рослинах і фактично не мають хлорофілу.
- 3b. Напівпаразити — паразитуючі рослини, які також певною мірою здійснюють фотосинтез. Напівпаразити можуть отримувати від донора лише воду і мінеральні речовини. Також можуть отримувати від нього і частину органічних речовин.

Для напівпаразитів до одного виду може бути застосовано по одному елементу з трьох множин термінів, наприклад:
- Nuytsia floribunda (західно-австралійське різдвяне дерево) — це облігатний кореневий напівпаразит.
- Погремок (наприклад погремок малий) — це факультативний кореневий напівпаразит.
- Омела — це облігатний стебловий напівпаразит.

Голопаразити завжди є облігатними, таким чином потрібні тільки два терміни, наприклад:
- Березки — це стеблеві голопаразити.
- Hydnora spp. є кореневими голопаразитами.

## Деякі представники паразитів

### Рафлезієві
Представники родини рафлезієвих (близько 30 видів) паразитують на рослинах з роду Tetrastigma родини Виноградових. Паразит майже цілком знаходиться в корені або стеблі рослини-господаря: зовні розташовуються тільки квітки. Найвідоміший представник — рафлезія Арнольда, яка характеризуються дуже великими квітками (до метра в діаметрі).

### Санталові
В Україні досить часто на гілках тополі та інших дерев поселяється рослина омела — сильно розгалужений багаторічний чагарник. Ця рослина здатна до фотосинтезу, але воду та інші мінеральні речовини вона отримує через гаусторії, проникаючи в ксилему дерева-господаря.

### Заразихові
Представники родини заразихових позбавлені хлорофілу й існують цілком за рахунок рослини-господаря, на якому ростуть. Широко відомі представники роду Петрів хрест. Його м'ясисті безбарвні стебла з односторонньою китицею малиново-червоних квітів з'являються в російських лісах напровесні. Корінь, що знаходиться в ґрунті, галузиться і утворює хрестоподібні з'єднання, від яких і походить назва рослини.

### Паразитаксус
Паразитаксус — ендемік острова Нова Каледонія, єдиний паразит серед хвойних.